# BU Canis Minoris
BU Canis Majoris eller HD 65241, är en kvaruppelstjärna i den mellersta delen av stjärnbilden Lilla hunden. Den har en högsta skenbar magnitud av ca 6,42 och är mycket svagt synlig för blotta ögat där ljusföroreningar ej förekommer. Baserat på parallax enligt Gaia Data Release 2 på ca 4,07 mas, beräknas den befinna sig på ett avstånd på ca 800 ljusår (ca 246 parsek) från solen. Den rör sig bort från solen med en heliocentrisk radialhastighet på 34 km/s.

## Egenskaper

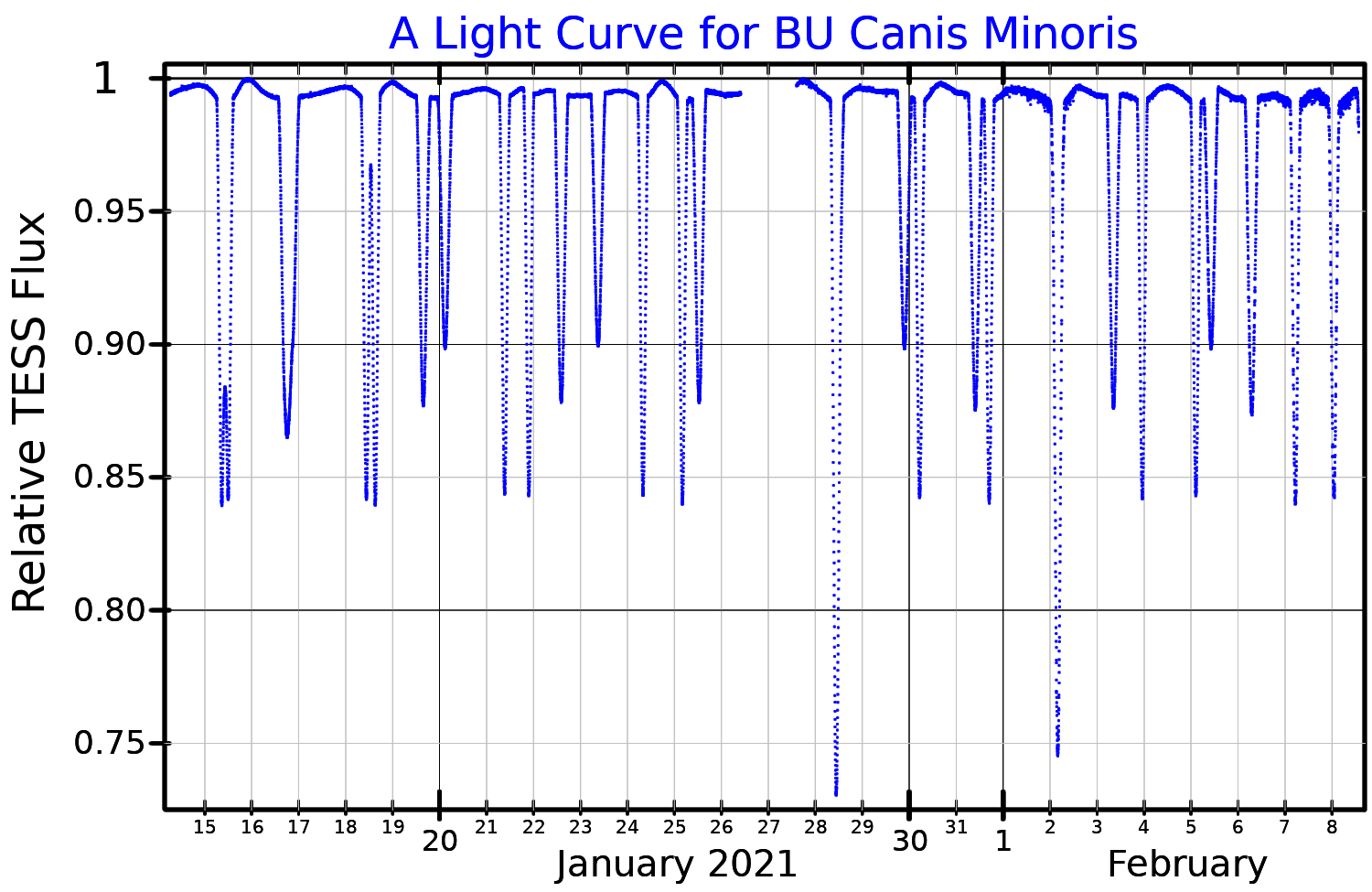
Ljuskurvor för BU Canis Minoris, anpassad från TESS-data.

År 2021 visade sig BU Canis Majoris vara sammansatt av två förmörkande dubbelstjärnor, totalt fyra stjärnor. Båda paren är dubbelsidiga spektroskopiska dubbelstjärnor som bildar Algol-liknande förmörkelsevariabler.  Banorna för båda paren är något excentriska. Systemets ljusstyrka minskar från 6,44 ner till 6,53 under primärstärnans förmörkelse. Den har spektralklass A0 V, som matchar en stjärna i huvudserien av spektraltyp A, som genererar energi genom nukleär fusion av väte i dess kärna. I verkligheten har dock alla fyra stjärnorna nästan lika egenskaper och har massor från 3,1 till 3,4 solmassor. Systemet är cirka 200 miljoner år gammalt.
| Stjärna | Massa(solmassor) | Radie (solradier) | Temperatur (K) |
| ------- | ---------------- | ----------------- | -------------- |
| Aa      | 3,40 ± 0,10      | 2,51 ± 0,05       | 10 130 ± 80    |
| Ab      | 3,11 ± 0,10      | 1,80 ± 0,05       | 9 740 ± 80     |
| Ba      | 3,29 ± 0,10      | 2,31 ± 0,05       | 10 180 ± 80    |
| Bb      | 3,29 ± 0,10      | 2,04 ± 0,05       | 9 890 ± 80     |